# جسكربت .نت
جسكربت .نت (بالإنجليزية: JScript .NET)‏ هي لغة برمجية من تطوير شركة مايكروسوفت. كلا من جسكربت وجسكربت.نت تقومان على تركيب سي في لغتيهما.

## وانظر أيضا
سكريبت أوسا هناك على مستوى النظام للغة البرمجة آبل ماكنتوش.